# Simon Boerum
Simon Boerum (* 29. Februar 1724 in Brooklyn, Provinz New York; † 11. Juli 1775 ebenda) war ein amerikanischer Politiker. In den Jahren 1774 und 1775 war er Delegierter aus dem Staat New York im Kontinentalkongress.

## Werdegang
Simon Boerum besuchte die Dutch School in Flatbush. Anschließend arbeitete er in der Landwirtschaft und im Mühlengeschäft. Gleichzeitig wurde er auch politisch aktiv. Von 1750 bis zu seinem Tod war er als County Clerk bei der Verwaltung des Kings County tätig. Zwischen 1761 und 1775 saß er im kolonialen Abgeordnetenhaus von New York.  In den 1770er Jahren schloss er sich der Revolutionsbewegung an. Im April 1775 war er Delegierter auf dem New York Provincial Congress. Von 1774 bis 1775 war er auch Delegierter für New York beim Kontinentalkongress. Er starb am 11. Juli 1775.